# Naiguatá
Naiguatá ist ein Dorf im Bundesstaat Vargas, Venezuela. Es hat etwa 14.583 Einwohner. Im Dezember 1999 starben zwischen 10.000 und 30.000 Menschen im Bundesstaat Vargas, aufgrund durch starke Niederschläge verursachte Lawinen und Erdrutsche.

## Sehenswürdigkeiten
Mehrere der bekanntesten Strände des Bundesstaaten befinden sich in der Nähe: Playa Los Ángeles, Camurí Grande,  Playa Pantaleta, Balneario de Naiguatá, Punta de Care, Bahia de Anare und Los Caracas.